# 鄧林 (成化進士)
鄧林（1435年—？年），字廷棟，四川眉州人，民籍，明朝政治人物。

## 生平
治《詩經》，成化元年（1465年）由國子生中式乙酉科四川鄉試第三十四名舉人，成化八年壬辰科會試中式第一百五十五名，第二甲第五十四名進士。

## 家族
行一，曾祖鄧子榮；祖鄧必高；父鄧海；前母張氏；周氏。具慶下，妻於氏，弟森。